# Jordi Fort i Font
Jordi Fort Font (Vilanova i la Geltrú, 28 de setembre de 1935 — Sant Joan Despí, 25 de febrer de 2023) va ser un comunicador i sardanista català cec, integrat a Cornellà de Llobregat, inventor d'un mètode per a ensenyar les persones cegues a ballar sardanes. Va fundar el programa radiofònic Nostra Dansa, que va dirigir i on va participar durant més de trenta anys.

## Biografia
El 1951, la seva família es traslladà a viure a Cornellà de Llobregat. Poc després, per mitjà d'un reestructurat Foment de la Sardana de Cornellà, entrà en contacte amb la sardana. El 1958 passà a formar part de la junta directiva del Foment i prengué part en l'organització del primer Aplec de Sardanes de Cornellà, així com en els dels anys posteriors. Amb la desaparició del Foment a principis dels anys 1960, va fer-se soci de delegació a Cornellà la Unió Excursionista de Catalunya, que tenia a més una secció sardanista fundada per Josep Llobera i Ramon; amb el temps va arribar a ser dirigent d'aquesta entitat. L'any 1979, va formar part de junta fundadora dels Amics de la Sardana de Cornellà. Aquest mateix any perdé la total visió de l'ull dret i una disminució visual del 91% de l'esquerra, i així s'acabà la seva vida laboral (havia fet de comptable).
En un altre camp d'aficions, Jordi Font va fer reportatges fotogràfics de la històrica nevada de 1962 i de la gran riuada de Cornellà del 1971. Les seves fotografies d'aquesta darrera s'utilitzaren per il·lustrar l'exposició commemorativa La memòria del fang (Cornellà, 2011) i el documental que se'n feu en paral·lel.
L'any 1982 encetà a Radio Cornellà la seva faceta de comunicador, i juntament amb Enric Gòrriz començà a produir el programa setmanal Nostra Dansa, de mitja hora de durada. Ell n'era el director i ambdós n'eren presentadors. Amb els anys el programa anà creixent i el 2013 durava dues hores. El 1993 l'Obra del Ballet Popular concedí al programa Nostra Dansa el premi als mitjans de comunicació. El 2002, Nostra Dansa complí 20 anys i passà a ser el més antic de l'emissora. El compositor Tomàs Gil i Membrado els dedicà la sardana Vint anys en antena i Antoni Albors i Asins, Vint anys de Nostra Dansa. En reprendre's el concurs La Sardana de l'Any el 2004, Ràdio Cornellà s'hi adherí i el 2007, amb motiu dels 25 anys del programa, organitzaren amb la Federació Sardanista de Catalunya (FSC) la final d'aquest certamen. Jordi Font ha dirigit el programa Nostra Dansa durant més de 30 anys i més de 1200 programes. Retirat de la direcció del programa des del 2012 actualment encara hi fa una col·laboració mensual.
El 2008 proposà a la junta de l'ONCE, de la qual formava i forma (2013) part, la possibilitat de fer cursets per a ensenyar a ballar sardanes a gent de l'associació, invidents fonamentalment. Atès l'èxit de les primeres edicions, el compositor Antoni Guinjoan els dedicà la sardana En un tancar d'ulls i d'aquest fet sorgí la idea de fer un disc amb sardanes dedicades a l'ONCE. Gràcies a l'ajut del compositor i músic cornellanenc Carles Santiago es pogueren enregistrar obres de dotze compositors (una de les quals, Sardanes a l'ONCE de Jordi Paulí va ser Premi de la Crítica del concurs "La Sardana de l'any 2011"), amb la interpretació a càrrec dels mateixos compositors i altres músics que s'adheriren a la iniciativa. El disc Onze sardanes per a l'ONCE tingué un tiratge de dos mil exemplars i va ser distribuït gratuïtament per l'organització de cecs. La metodologia ideada per ell, amb l'ajuda de la seva dona Magdalena Vila i de Josep Malgrat, continua sent utilitzada per ensenyar a ballar sardanes a invidents afiliats a l'ONCE.
El 9 de novembre de 2013, Jordi Font va rebre a Arenys de Munt, la primera Capital de la Sardana, la "Medalla al Mèrit Sardanista". Anteriorment ja havia rebut el premi "Capital de la Sardana" en l'apartat de promoció i difusió, juntament amb el Club Super 3 i l'ONCE, el 2012.

## Sardanes dedicades
- En Jordi i la Magdalena (2008), d'Antoni Guinjoan i Simeón
- Un home fort (2011), de Carles Santiago i Roig
- Sisè sentit (2011), de Lluís Alcalà i Baqués